# Рошиці
Рошиці (пол. Roszyce) — село в Польщі, у гміні Клодзко Клодзького повіту Нижньосілезького воєводства.
Населення — 157 осіб (2011).
У 1975-1998 роках село належало до Валбжиського воєводства.

## Демографія
Демографічна структура станом на 31 березня 2011 року:
|          | Загалом | Допрацездатний вік | Працездатний вік | Постпрацездатний вік |
| -------- | ------- | ------------------ | ---------------- | -------------------- |
| Чоловіки | 83      | 13                 | 69               | 1                    |
| Жінки    | 74      | 7                  | 46               | 21                   |
| Разом    | 157     | 20                 | 115              | 22                   |